# Mord i Greenwich
Mord i Greenwich (originaltitel: Murder in Greenwich) är en amerikansk långfilm från 2002 i regi av Tom McLoughlin, med Christopher Meloni, Robert Forster, Maggie Grace och Toby Moore i rollerna.

## Rollista
| Christopher Meloni | – Mark Fuhrman     |
| Robert Forster     | – Steve Carroll    |
| Maggie Grace       | – Martha Moxley    |
| Toby Moore         | – Tommy Skakel     |
| Jon Foster         | – Michael Skakel   |
| Andrew Robertt     | – Stephen Weeks    |
| Liddy Holloway     | – Dorothy Moxley   |
| Theresa Healey     | – Hildy Southerlyn |
| Michael Saccente   | – Dr. Baden        |
| James Beaumont     | – Robert Mathers   |
| Carolyn Bock       | – Caroline Fuhrman |
| Sally Martin       | – Charity Foster   |
| Renée Ellwood      | – Lucy Duke        |
| Tim Adam           | – Morris Banks     |
| Bruce Hopkins      | – Lancaster        |